# 斑島
斑島（まだらじま）は、長崎県北松浦郡小値賀町の島。小値賀火山島群のひとつである。
小値賀島の西隣に位置する 有人の島であり、世帯数115、人口218（2010年10月1日現在）。面積は資料によってまちまちで、1.57平方キロメートル、1.5274平方キロメートル、1.61平方キロメートルなどとされている。小値賀島を本島とする属島で、本島とは1978年に斑大橋で接続されており、小値賀港から小値賀交通のバスも運行している。小値賀島と斑島の間の海峡は150メートルで「斑瀬戸」と名づけられている。島の北西部のトコリノ鼻には斑島灯台がある。
いくつかの遺跡も点在する。古いものでは2万5千年前の石器が出土した、旧石器時代の遺跡、オオサコ遺跡。他にも石器が発掘された玉石鼻遺跡、縄文時代の土器が発掘された目崎遺跡がある。目崎遺跡で出土した土器はおよそ8,000年前のもの。
島の北東端にある玉石鼻には日本国指定の天然記念物（1958年03月13日指定）である斑島玉石甌穴（まだらじまたまいしおうけつ）と呼ばれる甌穴が、溶岩の地形に波の作用により形成されている。付近には看板があるので位置が分かるようになっている。甌穴の中には直径50センチメートルほどの玉石があり、甌穴自体のサイズは深さ3メートル、穴の直径は上部が90センチメートル、底部は60センチメートル。この甌穴の大きさは世界2位とも、日本国内では最大とも言われており、また「標式的なものとして学術的にみても価値が高い」とも評される。大きな波がくると玉石が回転し周囲の壁面を削る。

五島列島

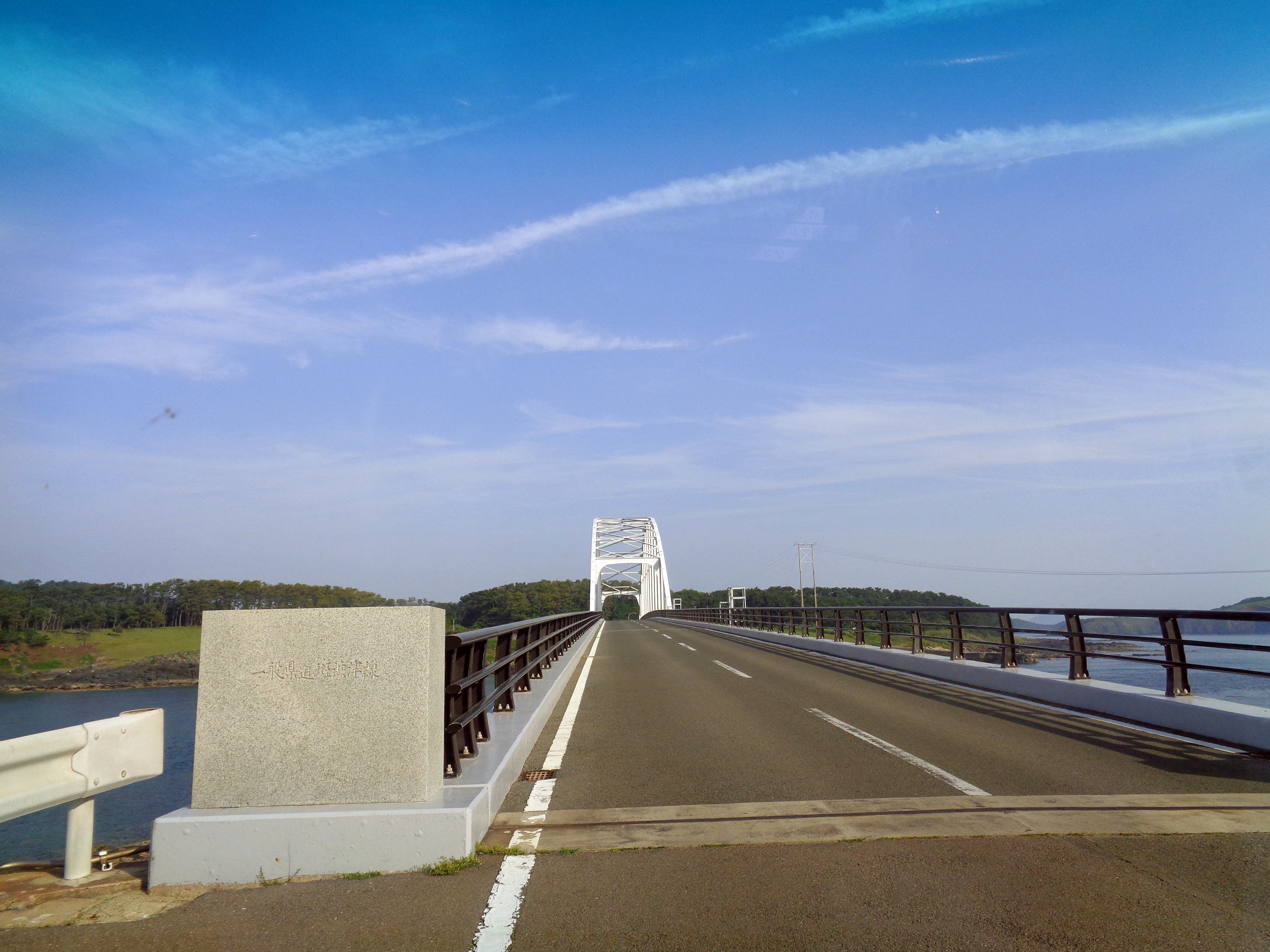
斑島大橋（小値賀町）